# بازی‌های پاراآسیایی جوانان
بازی‌های پاراآسیایی جوانان یک رویداد چندورزشی است که به صورت چهار سال یک بار پس از بازی‌های آسیایی جوانان با حضور ورزشکااران معلول جوان برگزار می‌شود. نخستین دوره آن در سال ۲۰۰۹ در توکیو ژاپن برگزار شد.

## دوره‌های بازی‌های پارآسیایی جوانان
| سال  | بازی‌ها | شهر میزبان | جایگاه یکم | جایگاه دوم | جایگاه سوم |
| ---- | ------ | ---------- | ---------- | ---------- | ---------- |
| ۲۰۰۹ | I      | توکیو      | ژاپن (۶۵)  | ایران (۲۶) | چین (۲۳)   |
| ۲۰۱۳ | II     | آینده      |            |            |            |